# Сирс, Фредди
Фредерик Дэвид Сирс (англ. Frederick David Sears; родился 27 ноября 1989 года) — английский футболист, нападающий. Он играл за ряд английских клубов, ныне — игрок «Колчестер Юнайтед». Экс-игрок молодёжных сборных Англии.

## Клубная карьера

### «Вест Хэм Юнайтед»
Фредди родился в Хорнчёрче. 20 ноября 2006 года Сирс забил свой первый гол в английской «Премьер-Лиге Резервистов (Юг)», когда «Вест Хэм» сыграл 1-1 с «Портсмутом». Он забил ещё три мяча в четырнадцати матчах резервного состава, десять из них проведя в старте. Кроме того, Сирс сыграл 28 матчей в «Академической Лиге», девятнадцать из них проведя, как игрок стартового состава, а также забив девять голов.
4 июля 2012 подписал трёхлетний контракт с «Колчестер Юнайтед».